# بايلي سيمبسون
بايلي سيمبسون هو دراج كندي، ولد في 9 ديسمبر 1997 في أونتاريو في كندا.

## وصلات خارجية
- بايلي سيمبسون على موقع أرشيف الدراجات (الإنجليزية)
- بايلي سيمبسون على موقع إحصائيات الدراجات الإحترافية (الإنجليزية)